# Revue (theater)

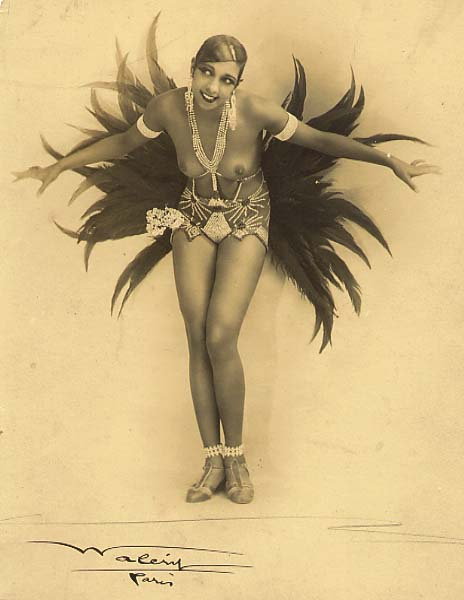
Josephine Baker, een bekend revue-artieste, in La Revue des Revues (1927).

Een revue is een vorm van amusementstheater die bestaat uit groots opgezette dans-, zang- en variéténummers en lichtvoetige komische sketches.
Het genre ontstond aan het einde van de negentiende eeuw in Frankrijk. In zo'n Franse revue werden recente gebeurtenissen uit het politieke en maatschappelijke leven met satirische liedjes en sketches opnieuw onder de aandacht gebracht. (Het woord revue is Frans voor: opnieuw bekeken.)
Op een soortgelijke manier als bij andere vormen als operette en musical, brengt de revue muziek, dans en woordkunst samen tot een gezamenlijke voorstelling. In tegenstelling tot die andere vormen bestaat er geen rode draad tussen de handelingen. Er is eerder sprake van een algemeen thema als motto voor een los verband van nummers waarbij solovoorstellingen en dansensembles elkaar afwisselen.
Buiten Frankrijk maakte het genre vaak een eigen ontwikkeling door, vandaar dat het woord in verschillende landen, verschillende associaties oproept. In de Angelsaksische wereld wordt met revue bijvoorbeeld vaak een grotesk soort musical bedoeld. In de tweede helft van de 20e eeuw kregen revuetheaters af te rekenen met bikkelharde concurrentie van onder meer de televisie. Velen moesten hierdoor de deuren sluiten.
Met verschillende artistieke vormgeving is het revuegenre vooral nog te vinden in de traditionele variététheaters zoals het Lido, Moulin Rouge en het Friedrichstadt-Palast Berlin, maar ook in de shows van Las Vegas.
Door de opkomst van de televisie verdwenen heel wat plaatselijke variététheaters.

## Nederland

### Ontstaan
De basis voor de Nederlandse revuetraditie werd gelegd door de Noord-Hollandse humorist en theaterproducent Henri ter Hall, die in de periode tussen 1898 en 1928 tientallen revues op de planken bracht. Het satirische karakter van de revue verdween onder zijn invloed al snel naar de achtergrond.
Ter Hall deed zijn inspiratie op bij August Reyding. Die produceerde in 1889 de eerste revue in Nederland: Naar de Eiffeltoren. Het was, net als de eerste revues die Ter Hall later zou produceren, een bescheiden opgezette theatervoorstelling voor een gezelschap van ongeveer vijf personen, begeleid door een pianist. Het succes van Ter Halls voorstellingen zorgde ervoor dat zijn gezelschap in 1907 was uitgegroeid tot 70 personen. Daarmee was de vorm van de revue zoals die tot na de Tweede Wereldoorlog populair zou blijven, een feit.

### Bekende revueproducenten/-gezelschappen
- Eerste Nederlandse Revue Gezelschap - Onder deze naam stond het gezelschap van Ter Hall vanaf 1917 bekend. Tot 1928 zou het het toonaangevende gezelschap van Nederland blijven, niet in de laatste plaats omdat het de grootste revuester van Nederland binnen zijn gelederen had: Johan Buziau.
- Bouwmeester Revue - In de jaren twintig opgericht door Louis Bouwmeester jr.. Het gezelschap werd zo'n geduchte concurrent van het Eerste Nederlandse Revue Gezelschap dat wel van een revue-oorlog werd gesproken. Nadat Ter Hall in 1928 het theatervak vaarwel zegde kwam Buziau bij de Bouwmeesterrevue onder contract. Piet Muijselaar begon zijn carrière bij Bouwmeester.
- De Nationale Revue - Begin jaren dertig door René Sleeswijk en Bob Peters opgericht. Grootste ster van de Nationale Revue was Lou Bandy. Toen diens financiële eisen steeds verder opliepen, wilde Sleeswijk hem ontslaan. Bandy verwierf echter een financieel aandeel in het bedrijf en uiteindelijk was het Sleeswijk die ontslagen werd.
- Frits Stapper was producent van onder andere Lach en vergeet met Louis Davids, waaruit het klassieke revue-liedje De kleine man afkomstig is, en van  't Is voor de bakker (1930) met Louis Davids en Fien de la Mar.
- De revues van Meyer Hamel maakten Sylvain Poons in de jaren dertig tot ster.
- De Nederlandse Revue, beter bekend als De Snip & Snap Revue - Van 1937 tot 1977 produceerde René Sleeswijk revues rond dit duo. Aanvankelijk was hij, na zijn ontslag bij De Nationale Revue, revues met Louis Davids gaan produceren. Na het plotselinge radiosucces van Willy Walden en Piet Muijselaar als Snip & Snap, werd dit duo het middelpunt van de Sleeswijkrevue. Het gezelschap had vanaf het einde van de jaren vijftig het monopolie op de revue in Nederland. Het genre werd in die tijd door pers en publiek meer en meer als achterhaald en oubollig beschouwd.
- Vanaf 1968 produceerde René van Vooren (een zoon van René Sleeswijk) enkele revues waarin hij samen met Piet Bambergen optrad als de Mounties.
- De André van Duin-revue - Vanaf 1969. Geproduceerd door Joop van den Ende. Van den Ende en Van Duin probeerden met enkele zeer succesvolle revues de traditie nieuw leven in te blazen maar ze vonden weinig tot geen navolging. Sinds 2006 stond André van Duin echter weer in de theaters met een nieuwe revue.
- In navolging van André van Duin staat ook Adje (bekend van Paul de Leeuw) sinds december 2006 op de planken met De revue van nu.

### Amateurrevue
Er bestaan in Nederland ook amateurgezelschappen die revues op de planken brengen. De meeste revues zijn lokale aangelegenheden, waarbij in de vorm van een revue de plaatselijke actualiteit wordt behandeld. Ook bestaan er regionale gezelschappen die, vaak in dialect (zoals Twente Plat, de Wierdense Revue), voorstellingen maken voor een groter publiek.
Veel Vlaamse studentenkringen maken een jaarlijkse revue, waarin ze de academische wereld hekelen. In deze revues worden vaak sketches gebracht met acteurs die als professor geschminkt werden.